# Lennart Möller

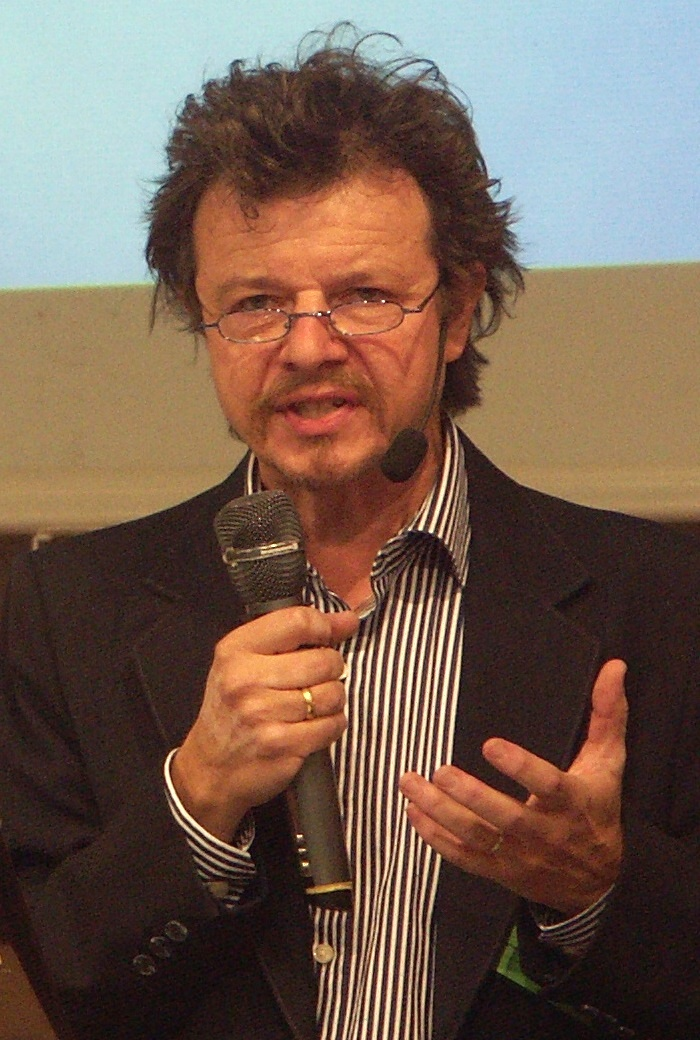
Lennart Möller presenterar Lennart Nilsson Award på Bokmässan i Göteborg 2009.

Lennart Möller, född 24 september 1954 i Stockholm, död 19 november 2021 i Stallarholmen, var professor i miljömedicin vid Karolinska institutet. Därtill var han folkpartistisk kommunpolitiker och aktiv inom Evangeliska Fosterlands-Stiftelsen. Han var också amatörarkeolog och gav år 2000 ut boken The Exodus Case där han menade sig ha hittat bevis för det bibliska uttåget ur Egypten. Han medverkade året därpå i dokumentärfilmen Exodus Revealed.